# Kulango (Volk)
Die Kulango sind ein Volk in der Elfenbeinküste und Ghana, das in zwei Gruppen unterteilt ist.
Die Kulango-Bouna leben in Ghana im zentralen Westen an der Grenze zu Burkina Faso. Die Zahl der Kulango-Bouna wird zwischen 15.500 und 22.000 angegeben. Alternativ werden sie auch Nkuraeng, Buna Kulango oder Bouna Koulango genannt. In der Elfenbeinküste leben ca. 188.000 Bouna. In beiden Ländern insgesamt leben damit ca. 210.000 Bouna.
Die Kulango-Bondoukou leben in Ghana im zentralen Westen an der Grenze zur Elfenbeinküste im Bereich der Stadt Wenchi. Die Zahl der Kulango-Bondoukou wird in Ghana zwischen 27.000 und 29.000 angegeben. Alternativ werden sie auch Nkurang, Nkuraeng, Nkurange, Koulango, Kulange, Kolango oder Bonduku Kulango genannt. In der Elfenbeinküste leben ca. 102.000 Bondoukou. Die Gesamtzahl der Bondoukou in beiden Ländern beträgt damit insgesamt 131.000.
Sie sprechen alle das Kulango als Muttersprache.